# Lake Hart (sjö i Australien)
Lake Hart är en sjö i Australien. Den ligger i delstaten South Australia, omkring 470 kilometer nordväst om delstatshuvudstaden Adelaide. Lake Hart ligger 100 meter över havet.
Omgivningarna runt Lake Hart är i huvudsak ett öppet busklandskap. Trakten runt Lake Hart är nära nog obefolkad, med mindre än två invånare per kvadratkilometer. Genomsnittlig årsnederbörd är 195 millimeter. Den regnigaste månaden är maj, med i genomsnitt 37 mm nederbörd, och den torraste är augusti, med 6 mm nederbörd.